# سن جیووانی ایلاریونه
سن جیووانی ایلاریونه (به ایتالیایی: San Giovanni Ilarione) یک کومونه در ایتالیا است که در استان ورونا واقع شده‌است. سن جیووانی ایلاریونه ۲۵٫۳ کیلومتر مربع مساحت و ۵٬۰۶۷ نفر جمعیت دارد و ۱۹۴ متر بالاتر از سطح دریا واقع شده‌است.